# Umm Qasr
Umm Qasr (arabe: أم قصر), est une ville portuaire irakienne, de la province de Bassorah sur la rive ouest de l’estuaire de Khawr'Abdallah qui se jette dans le golfe persique.  Située à la frontière irako-koweitienne, elle est séparée de ce dernier pays par un petit bras de mer.
Umm Qasr a longtemps été un petit port de pêche jusqu’à ce qu’une base navale y ait été établie après la révolution irakienne de 1958. Des équipements portuaires modernes y ont été construits. Umm Qasr est également le seul port irakien en eau profonde.
Pendant la guerre Iran-Irak (1980-1988) son importance s’accrut tandis que l’accès aux autres ports situés plus à l’est était restreint du fait des combats. Le seul port en eau profonde irakien a été menacé après les succès de l’invasion iranienne et l’occupation de la péninsule de Fao en 1986. Cependant, Umm Qasr n’est jamais tombé durant la guerre Iran-Irak.
Après la guerre du Koweït (1990-1991), durant laquelle le port a été bombardé, le contrôle du bras de mer menant à Umm Qasr a été transféré au Koweït.
Le commerce a été déplacé à Umm Qasr loin de Bassorah par décision politique du gouvernement irakien pour punir Bassorah pour son rôle dans les rébellions contre le règne de Saddam Hussein.
La ville de Umm Qasr a été le lieu d'une des premières opérations militaires majeures de l'invasion de l'Irak, le 29 mars 2003. L'assaut sur la ville a été lancé par les Royal Marines britanniques et par des équipes du GROM polonais, mais les forces irakiennes ont opposé une forte résistance inattendue ayant entraîné plusieurs jours de combat avant la prise de la ville. Après son déminage et sa réouverture, le port joua un rôle important dans l’expédition de l’approvisionnement humanitaire aux civils irakiens.